# 赤松寛子
赤松 寛子（あかまつ ひろこ、1979年7月31日 - ）は、日本の元タレント、元レースクイーン、元グラビアアイドル。大阪府出身。ワンエイトプロモーションに所属していた。

## 人物
- 趣味：料理作り、スクーバダイビング、ゴルフ、ガーデニング。
- 資格：野菜ソムリエ、書道5段、スクーバダイビング

## 作品

### 映像作品
- H spot（2003年、ベガファクトリー）
- 2003 Marioレーシングギャル（2003年、コム・アライアンス）- メンバー6名
- Fetish Fcup（2004年、ぶんか社）
- TROPICAL DIVA（2004年、コム・アライアンス）- レースクイーン3名での作品
- RACEQUEEN OF THE YEAR 2004（2004年、コム・アライアンス）- 他5名とのオムニバス
- MONSTER BUST（2005年、フォーサイド・ドット・コム）
- W reds（2005年、ソフトオンデマンド）
- Natural（2005年、コム・アライアンス）- 赤松恵と共演
- SURPRISE（2005年、竹書房）

### 写真集
- MOMO-MUNE-MUSUME（2003年、英知出版）

### イメージガール
- 全日本GT選手権「910ポルシェレースクイーン」（1999年）
- 全日本GT選手権「チームアビリティマリオレーシングギャル」（2000年）
- 全日本GT選手権 DENTAIRE WEDDING レースクイーン（2001年）
- スーパー耐久 FALKEN（2001年）
- 全日本GT選手権 Regain（2002年）
- マリオレーシングチーム（2003年）